# Latifa Nabizada
Latifa Nabizada (Kabul, 1969) è un'ufficiale e aviatrice afghana, colonnello pilota dell'Afghan Air Force, l'aeronautica militare del paese asiatico, e una delle prime donne ad ottenere un brevetto di volo in Afghanistan.
Pilota di elicottero, ha l'abilitazione a condurre i Mil Mi-17: biturbina da trasporto a rotore quadripala. Nel 2013 è stata promossa al grado di colonnello nella nuova forza aerea afghana, e la sua carriera ha ispirato altre sue connazionali a intraprendere la carriera di pilota militare.

## Biografia
Nabizada negli anni settanta cresce in un quartiere della media borghesia, nonostante il padre abbia trascorso sei anni in prigione dopo essere stato accusato di essere un mujāhidīn. Etnicamente uzbeka, e "profondamente religiosa", segue i dettami dell'Islam. Nabizada attirata dalla passione per l'aviazione, decide che al termine della scuola sarebbe diventata pilota, iscrivendosi assieme alla sorella Laliuma, alla scuola militare della De Afghan Hauai Quvah, allora componente aerea dell'esercito. Dopo essere state scartate più volte, adducendo ufficialmente motivi di salute, nel 1989 le sorelle ottengono finalmente l'autorizzazione, a seguito del parere favorevole espresso da un medico civile. Dato che l'esercito non prevedeva la carriera militare per le donne, entrambe le sorelle debbono provvedere a creare le proprie uniformi. Nel 1991 riuscono entrambe ad ottenere il brevetto di pilota di elicottero. Sia Latifa sia la sorella iniziano a essere impiegate in missioni durante la Guerra civile afghana, sia in solitario sia volando nella stessa operazione, avendo l'accortezza di evitare gli insidiosi ed efficaci missili terra-aria FIM-92 Stinger lanciiati dai Mujaheddin, la più temibile minaccia per i piloti afghani durante il conflitto. Con l'avvento al potere della fazione rappresentata dai Mujaheddin, il nuovo governo afghano decide di mantenere entrambe in servizio attivo.
Nel 1996, dopo la conquista da parte dei talebani della capitale Kabul, le sorelle sono costrette a trasferirsi a Mazar-i Sharif, un luogo ritenuto sicuro dal "signore della guerra" uzbeko, il gen. Abdul Rashid Dostum. La politica dei talebani prevedeva infatti la proibizione del lavoro femminile e l'esclusione delle ragazze da forme di istruzione mista. Tuttavia, a causa dell'informazione inviata da un ex membro della forza aerea passato ai talebani, sono minacciate di morte e nuovamente costrette a fuggire. Durante l'operazione del 1998 volta alla loro cattura, le sorelle riescono inizialmente ad impadronirsi di un elicottero, dirigendosi verso l'Uzbekistan ma decidono di abbandonare il loro progetto di fuga per non separarsi dalla famiglia, riuscendo tuttavia assieme a questa a riparare in Pakistan. Durante questo periodo i talebani non smisero di dar loro la caccia, cercando di estorcere informazioni ai tre fratelli, arrestati e torturati, senza che questi rivelassero mai la loro posizione. Latifa e la famiglia hanno vissuto nei campi profughi di Peshawar fino al 2000, verso la fine della terza fase della guerra civile, quando decidono di tornare in Afghanistan. La famiglia torna quindi a Kabul e le sorelle si ripresentano alle autorità militari, venendo reintegrate in servizio come piloti.
Nel 2004, Latifa sposa un assistente di un medico con un matrimonio combinato, al pari della sorella, continuando comunque a volare dopo il loro matrimonio. Nel 2006, entrambe le sorelle rimangono incinta, non interrompendo tuttavia la loro attività ed effettuando missioni di volo fino a quando gli ultimi stadi della gravidanza lo rendeva possibile. Latifa non incontra alcuna complicazione, dando alla luce la figlia, Malalai, al contrario della sorella Laliuma che muore durante il parto. Per qualche tempo Nabizada riesce ad allattare al seno sia la figlia sia la figlia della sorella, Mariam, ma quando diventa troppo oneroso prendersi cura di sua nipote, la nonna subentra nella cura di Mariam. Pochi mesi più tardi, Nabizada riprende servizio per la prima volta senza la sorella. Gli impegni lavorativi del marito, uniti all'assenza di strutture di accoglienza per neonati e all'impossibilità per l'altra famiglia di prendersi cura di Malalai, Nabizada prende l'abitudine di portare con sé la figlia al lavoro e sui voli in elicottero, che si stacca da terra in volo per la prima volta all'età di soli due mesi. Al 2011 entrambe avevano volato assieme per più di 300 missioni, la maggior parte delle quali di natura umanitaria. Malalai accompagna la madre fino all'età in cui può iniziare a frequentare la scuola e Nabizada ha incoraggiato le autorità militari a fornire assistenza alle nuove madri che stavano iniziando la loro carriera.
Nel 2013, la famiglia di Nabizada ha nuovamente subito minacce da parte dei talebani a causa della sua attività di volo, convincendola a scegliersi un lavoro d'ufficio.